# Chunghwa Post

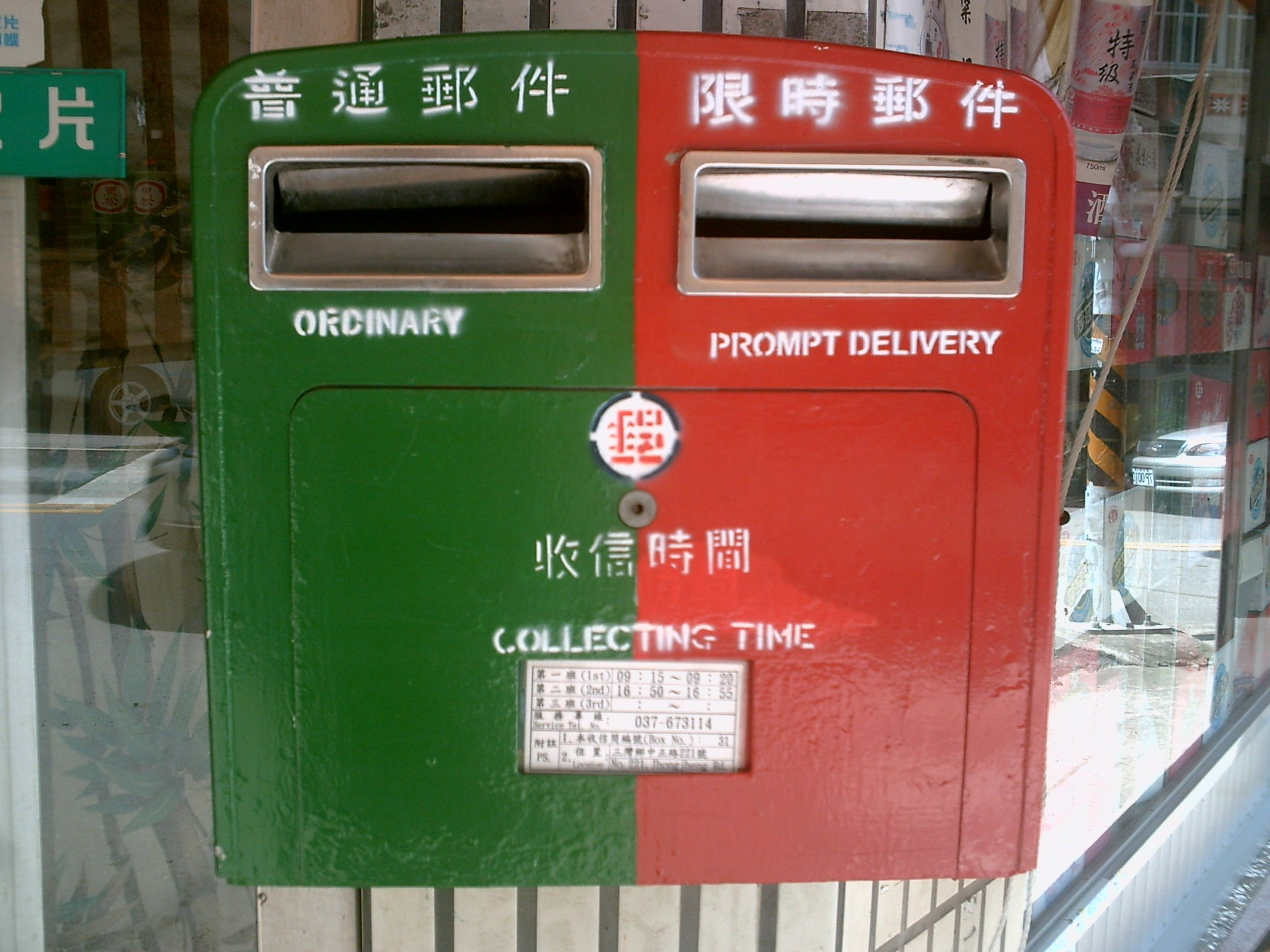
Brievenbus: de groene is voor gewone verzending en de rode is voor spoedverzending

Chunghwa Post is het nationale staatspostbedrijf van Taiwan. Sinds 2003 is 100% van de aandelen in handen van de Taiwanese overheid.

## Geschiedenis
Het bedrijf werd in 1872 door de mandarijn Li Hongzhang opgericht als de The Great Qing Post van het Chinese Keizerrijk. In 1888 was het bedrijf pas actief in de Chinese provincie Taiwan. Niet lang daarna werd het eiland bezet door het Japanse leger. Na de oprichting van de Republiek China werd de naam op 1 januari 1912 veranderd in Chunghwa Post. Tegenwoordig is het bedrijf alleen nog werkzaam op het grondgebied van Taiwan. 
In 1949 werd op een groot deel van het vasteland van China gebruikgemaakt van het communistische staatspostbedrijf China Post. Sinds Taiwan geen lid meer is van de Verenigde Naties staat Chunghwa Post niet meer ingeschreven bij de Wereldpostunie. Als onderdeel van Taiwaniseringspolitiek veranderde de onafhankelijkheidsgezinde president Chen Shui-bian de bedrijfsnaam in Taiwan Post. Een jaar later werd de naam weer terugveranderd in Chunghwa Post. Dit kwam doordat de anti-onafhankelijkheidspartij Guomindang/Kwomintang weer in de regering van Republiek China zat. Vanaf 2008 staat er op de postzegels van Chunghwa Post weer gewoon de naam van de Republiek China in traditioneel Chinees en Republic of China (Taiwan) in het Engels.